# Klimslangen
Klimslangen (Elaphe) zijn een geslacht van slangen uit de familie toornslangachtigen (Colubridae) en de onderfamilie Colubrinae.

## Naam en indeling
De wetenschappelijke naam van de groep werd voor het eerst voorgesteld door Leopold Fitzinger in Johann Georg Wagler in 1833.
Het geslacht wordt verdeeld in zestien soorten, waaronder de pas in 2019 beschreven Elaphe urartica. In veel bronnen wordt hierdoor een lager soortenaantal opgegeven. Sommige soorten zijn recentelijk in andere geslachten geplaatst, zoals Oocatochus rufodorsatus die tot recentelijk ook tot het geslacht behoorde.

## Uiterlijke kenmerken
De soorten worden middelgroot tot groot. Over het algemeen zijn de meeste soorten bruin tot grijs van kleur, veel soorten hebben patronen van vlekken of strepen op het lichaam. De buikschubben zijn wat omhoog gebogen wat het klimmen in bomen vergemakkelijkt.

## Levenswijze
Elaphe-soorten hebben vooral knaagdieren op het menu staan en worden beschouwd als nuttig. De soorten zijn voor een mens niet gevaarlijk maar kunnen meestal wel bijten bij verstoring. Alle soorten klimmen vaak in bomen en komen weinig op de bodem.

## Verspreiding en habitat
De verschillende soorten komen voor in delen van Europa, Azië en het Midden-Oosten. Klimslangen leven in de landen Afghanistan, Albanië, Armenië, Azerbeidzjan, Bhutan, Bulgarije, Cambodja, China, Georgië, Griekenland, Herzegovina, India, Indonesië, Irak, Iran, Israël, Italië, Japan, Kazachstan, Kirgizië, Korea, Kroatië, Laos, Libanon, Macedonië, Maleisië, Moldavië, Mongolië, Montenegro, Myanmar, Nepal, Oekraïne, Oezbekistan, Roemenië, Rusland, Servië, Slovenië, Syrië, Tadzjikistan, Taiwan, Thailand, Turkmenistan, Turkije en Vietnam.
Veel Noord-Amerikaanse slangen die vroeger tot Elaphe werden gerekend, worden tegenwoordig bij andere geslachten ingedeeld.
De habitat bestaat uit droge tropisch en subtropisch scrubland, droog scrubland, gematigde bossen en rotsige omgevingen. Ook in door de mens aangepaste streken zoals weilanden en landelijke tuinen kunnen de slangen worden aangetroffen.

## Beschermingsstatus
Door de internationale natuurbeschermingsorganisatie IUCN is aan acht soorten een beschermingsstatus toegewezen. Zes soorten worden beschouwd als 'veilig' (Least Concern of LC), een soort als 'kwetsbaar' (Vulnerable of VU) en een soort als 'gevoelig' (Near Threatened of NT).

### Soorten
Het geslacht omvat de volgende soorten, met de auteur en het verspreidingsgebied.
| Naam                                      | Auteur                                                                 | Verspreidingsgebied |
| ----------------------------------------- | ---------------------------------------------------------------------- | --- |
| Elaphe anomala                            | Boulenger, 1916                                                        | China, Mongolië |
| Elaphe bimaculata                         | Schmidt, 1925                                                          | China, Mongolië |
| Elaphe cantoris                           | Boulenger, 1894                                                        | India, Nepal, Myanmar, Bhutan |
| Taiwanese stinkslang (Elaphe carinata)    | Günther, 1864                                                          | Vietnam, Taiwan, China, Japan |
| Elaphe climacophora                       | Boie, 1826                                                             | Vietnam, Taiwan, China, Japan |
| Elaphe davidi                             | Sauvage, 1884                                                          | China, Korea |
| Steppeslang (Elaphe dione)                | Pallas, 1773                                                           | Afghanistan, Azerbeidzjan, China, Georgië, Iran, Kazachstan, Kirgizië, Korea, Mongolië, Oekraïne, Oezbekistan, Rusland, Tadzjikistan, Turkmenistan                                       |
| Elaphe hodgsoni                           | Günther, 1860                                                          | Nepal, India, China |
| Elaphe moellendorffi                      | Boettger, 1886                                                         | China, Vietnam, mogelijk in Laos |
| Elaphe quadrivirgata                      | Boie, 1826                                                             | Japan, Rusland |
| Vierstreepslang (Elaphe quatuorlineata)   | Bonnaterre, 1790                                                       | Kroatië, Servië, Slovenië, Herzegovina, Montenegro, Macedonië, Albanië, Griekenland, Bulgarije, Italië                                                                                   |
| Elaphe sauromates                         | Pallas, 1811                                                           | Turkije, Syrië, Griekenland, Bulgarije, Oekraïne, Roemenië, Moldavië, Oekraïne, Libanon, Kazachstan, Rusland, Slovenië, Turkmenistan, Armenië, Azerbeidzjan, Georgië, Iran, Irak, Israël |
| Russische rattenslang (Elaphe schrenckii) | Strauch, 1873                                                          | Rusland, Korea, China, Mongolië |
| Elaphe taeniura                           | Cope, 1861                                                             | India, Bhutan, Myanmar, Thailand, Laos, Cambodja, Vietnam, Korea, Maleisië, China, Taiwan, Indonesië, Japan                                                                              |
| Elaphe urartica                           | Jablonski, Kukushkin, Avci, Bunyatova, Ilgaz, Tuniyev Et Jandzik, 2019 | Turkije, Georgië, Armenië, Azerbeidzjan, Iran |
| Elaphe zoigeensis                         | Huang, Ding, Burbrink, Yang, Huang, Ling, Chen & Zhang, 2012           | China |